# Jonathon Young
Jonathon Young est un acteur canadien, né le 8 mai 1974, connu pour son rôle de Nikola Tesla dans la série Sanctuary. Il a également fait des apparitions dans Fog, Eureka et Stargate Atlantis.

## Biographie
Il a été élevé en Colombie-Britannique, avec son frère et sa sœur. Leur père était un professeur des écoles qui a créé un théâtre communautaire à Armstrong (Colombie-Britannique). Son amour pour le théâtre a commencé en assistant à des représentations de son père. Pour lui, devenir d'un acteur n'a pas été un choix, mais plutôt juste quelque chose qu'il savait qu'il allait faire.
Young a été diplômé du Studio 58, école de théâtre du Langara College de Vancouver. En 1996 il a cofondé le Electric Company Theatre en compagnie d'anciens élèves du Studio 58 : Kim Collier, David Hudgins et Kevin Kerr. Il a reçu plusieurs fois un Jessie Richardson Theatre Award. Il a joué dans Grand Palace pour la production de Vancouver le PuSh International Performing Arts Festival en 2008. 
Il est marié avec Kim Collier avec qui il a eu une fille, Azra en 1995. Lors d'un incendie survenu sur le bateau familial le 24 juillet 2009, Azra, alors âgée de quatorze ans, a perdu la vie ainsi que Fergus et Phoebe Conway, neveu et nièce de Jonathon. L'épisode 10 de la saison 2 de Sanctuary leur est dédié.[réf. nécessaire]

## Filmographie
| Acteur | Acteur                                     | Acteur                                                        | Acteur                                             |
| Années | Film                                       | Rôle                                                          | Notes                                              |
| ------ | ------------------------------------------ | ------------------------------------------------------------- | -------------------------------------------------- |
| 1996   | The Angel of Pennsylvania Avenue           | Eddie                                                         |                                                    |
| 1997   | Au-delà du réel : L'aventure continue      | Billy                                                         | Série télévisée, 2 épisodes                        |
| 1998   | Firestorm                                  | Sherman                                                       |                                                    |
| 1998   | Principal Takes a Holiday                  | Librarian                                                     |                                                    |
| 1999   | Le Dernier justicier                       | Hugh                                                          |                                                    |
| 2000   | Trixie                                     | Gas attendant                                                 |                                                    |
| 2000   | Chain of Fools                             | Poetry reader                                                 |                                                    |
| 2000   | Blacktop                                   | Young gas attendant                                           |                                                    |
| 2000   | Hollywood Off-Ramp                         |                                                               | Série télévisée, 1 épisode                         |
| 2000   | Rocky Times                                |                                                               |                                                    |
| 2001   | Antitrust                                  | Stinky                                                        |                                                    |
| 2001   | Coroner Da Vinci                           | Lucas Ross                                                    | Série télévisée, 1 épisode                         |
| 2001   | Folles de lui                              | Agent Guy                                                     |                                                    |
| 2001   | Suddenly Naked                             | Waiter                                                        |                                                    |
| 2002   | Mysterious Ways : Les Chemins de l'étrange | Leonard                                                       | Série télévisée, 1 épisode                         |
| 2002   | Jeremiah                                   | Edgar Weston                                                  | Série télévisée, 1 épisode                         |
| 2002   | Breaking News                              | Artie Walsh                                                   | Série télévisée, 1 épisode                         |
| 2002   | Disparition                                | Slide                                                         | Mini-série télévisée, 1 épisode                    |
| 2003   | Ivresse et Conséquences                    | Bachelor Party Guy                                            |                                                    |
| 2004   | La Vie comme elle est                      | Jerry                                                         | Série télévisée, 1 épisode                         |
| 2004   | A Bear Named Winnie                        | Macray                                                        |                                                    |
| 2005   | Quatre filles et un jean                   | Duncan                                                        |                                                    |
| 2005   | The Score                                  | Benny                                                         |                                                    |
| 2005   | The Fog                                    | Dan the weatherman                                            |                                                    |
| 2005   | Terminal City                              | Jimmy Crib                                                    | Série télévisée, 4 épisodes                        |
| 2007   | The Road to Loudenvielle                   | Narrator                                                      |                                                    |
| 2007   | La Ronde de nuit                           | Visscher                                                      |                                                    |
| 2008   | The Englishman's Boy                       | John Dawe                                                     | Mini-série télévisée                               |
| 2008   | Eureka                                     | Dr. Ethan Edison                                              | Série télévisée, 1 épisode: Bad to The Drone.      |
| 2008   | Control Alt Delete                         | Sanderson                                                     |                                                    |
| 2008   | Stargate Atlantis                          | Dr. Parrish                                                   | Série télévisée, 2 épisodes: Remnants and Runner.  |
| 2008   | Sanctuary                                  | Nikola Tesla                                                  | Série télévisée, 17 épisodes                       |
| 2009   | Alien Trespass                             | Lloyd                                                         |                                                    |
| 2012   | Les Enquêtes de Murdoch                    | Ernest Harding, inventeur de la Machine Analytique Miniature. | Série télévisée, 1 épisode : Invention Convention. |

2015 : Impastor (série) - un des 2 inspecteurs